# Alte Wandelhalle (Bad Wörishofen)

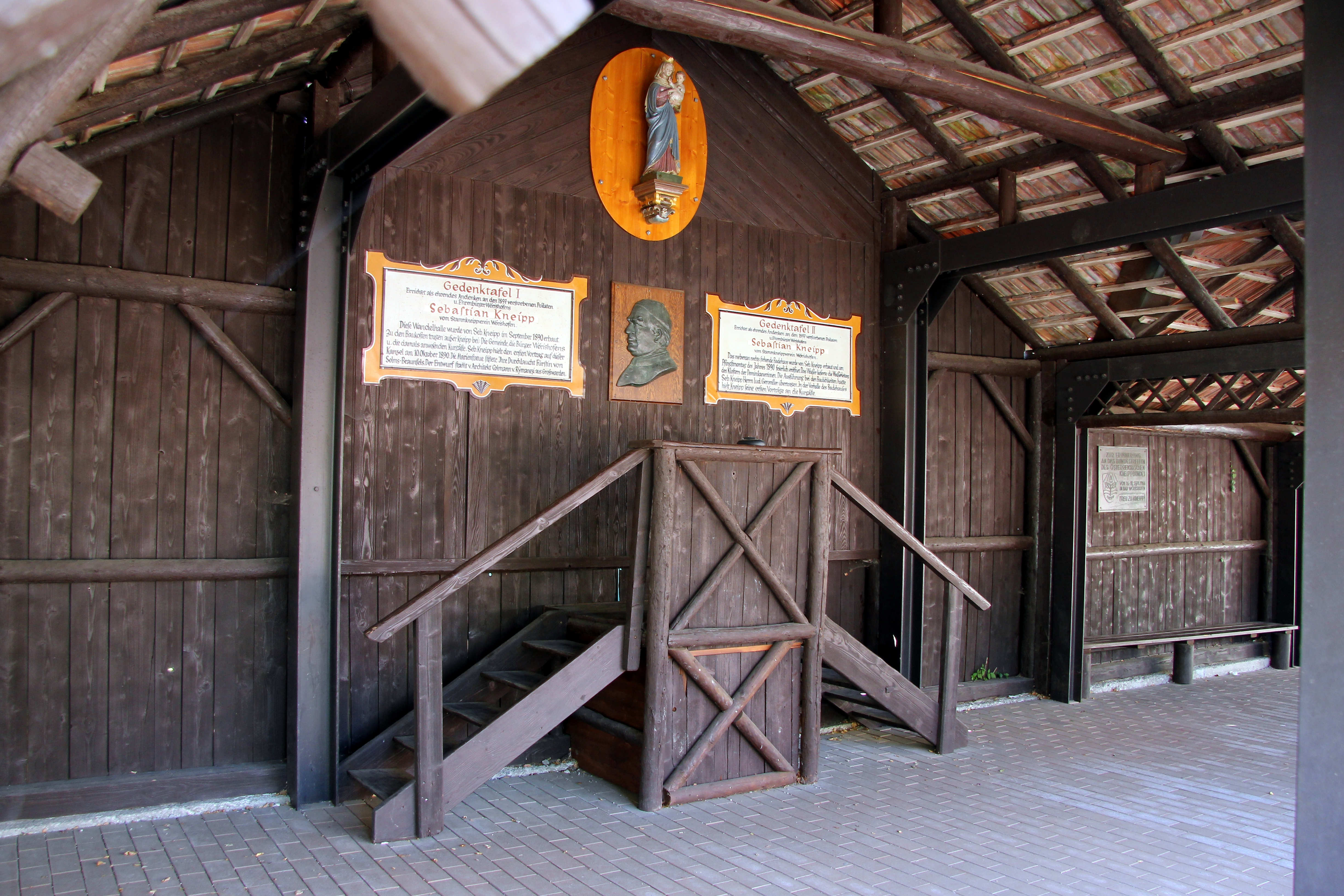
Alte Wandelhalle mit der Kanzel, auf der Sebastian Kneipp seine Vorträge hielt

Die Alte Wandelhalle ist ein bescheidener Holzbau an der Promenadenstraße der Stadt Bad Wörishofen im Landkreis Unterallgäu (Bayern).

## Geschichte
Das unter Denkmalschutz stehende Gebäude wurde im September 1890 durch ein Kurkomitee unter Prinz Albrecht von Solms-Braunfels errichtet. Die Entwürfe stammen von dem ungarischen Architekten Koloman von Rimanóczy aus Großwardein. Ludwig Geromiller hatte die Bauleitung inne. Der Zimmermeister Johann Natterer aus Türkheim führte den Bau aus. Im Jahr 1937 wurde das Gebäude renoviert.

## Architektur
Die Wandelhalle ist ein Ständergerüstbau aus schlanken Rundhölzern. Die ursprünglich 80 Meter lange Halle war dreigeteilt. Auf der Ostseite, zur Straße hin, ist ein Mittelrisalit vorhanden. Dieser ist mit einem Längssatteldach, die übrigen Gebäudebestandteile sind mit einem Quersatteldach gedeckt. Im Inneren ist vor der Westwand in der Mitte eine Holzkanzel angebracht. Diese Kanzel wurde von Sebastian Kneipp genutzt, um Vorträge zu halten. Oberhalb der Kanzel sind Gedenktafeln über die Errichtung des Gebäudes sowie eine Reliefbüste aus Bronze von Sebastian Kneipp eingesetzt. Die Marienfigur aus Gips (Kopie) über der Kanzel und die Reliefbüste sind eine Stiftung der Prinzessin Ebba von Solms-Braunfels.